# Markéta Irglová
 (août 2022).
Si vous disposez d'ouvrages ou d'articles de référence ou si vous connaissez des sites web de qualité traitant du thème abordé ici, merci de compléter l'article en donnant les références utiles à sa vérifiabilité et en les liant à la section « Notes et références ».
Markéta Irglova est une musicienne tchèque née le 28 février 1988 à Valašské Meziříčí. Elle vit en Islande depuis 2015[réf. nécessaire].

## Biographie
En 2006, elle enregistre un album avec Glen Hansard sous le nom de groupe The Swell Season et joue le rôle d'une jeune mère immigrée dans le film irlandais Once (réalisé par John Carney) avec Glen Hansard. La chanson qu'elle et Glen ont écrite pour le film, Falling Slowly, a remporté l'oscar 2007 de la meilleure chanson originale. Elle a résidé à Dublin entre 2008 et 2010, et vit désormais aux États-Unis (NYC)[réf. nécessaire]. Elle passe une partie de l'été dans le Limousin auprès de sa famille tchèque qui a migré dans cette région en 2003.
En 2009, Marketa sort un deuxième album avec The Swell Season : Strict Joy.
En 2011, elle sort son premier album solo, Anar.
En 2022, elle sort son second album, Lila.